# Gà rừng lông xanh
Gà rừng lông xanh, tên khoa học Gallus varius, còn được gọi là Gà rừng Java hoặc Gà rừng xanh Java là một loài chim kích thước trung bình, dài đến 75 cm, trong họ Phasianidae. Phân tích phân tử gần đây (Kimball et al., Barrowclough) đã tiết lộ rằng gà rừng và trĩ là không đơn ngành.